# Leandro Vissotto

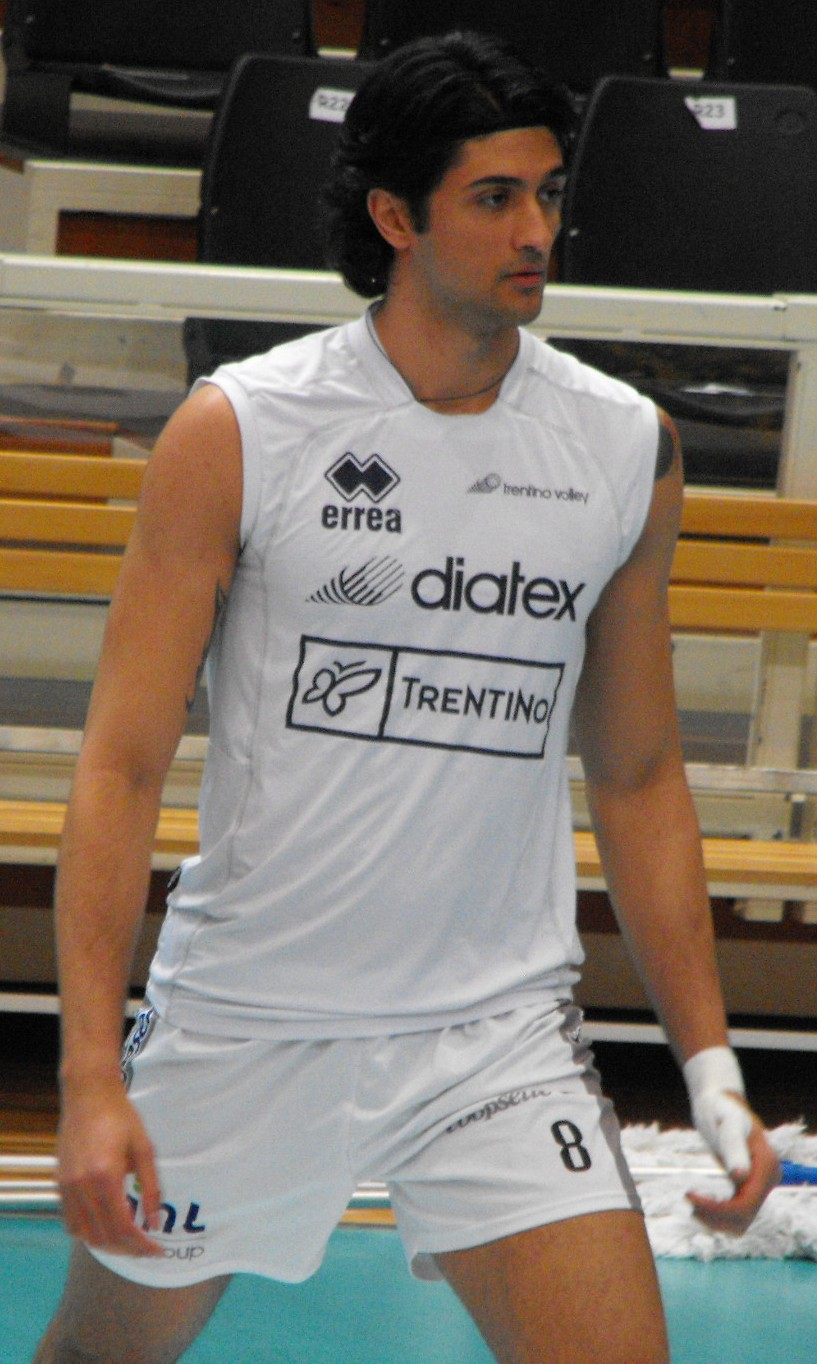
Leandro Vissotto Neves zawodnikiem Itasu Diatec Trentino w sezonie 2008/2009

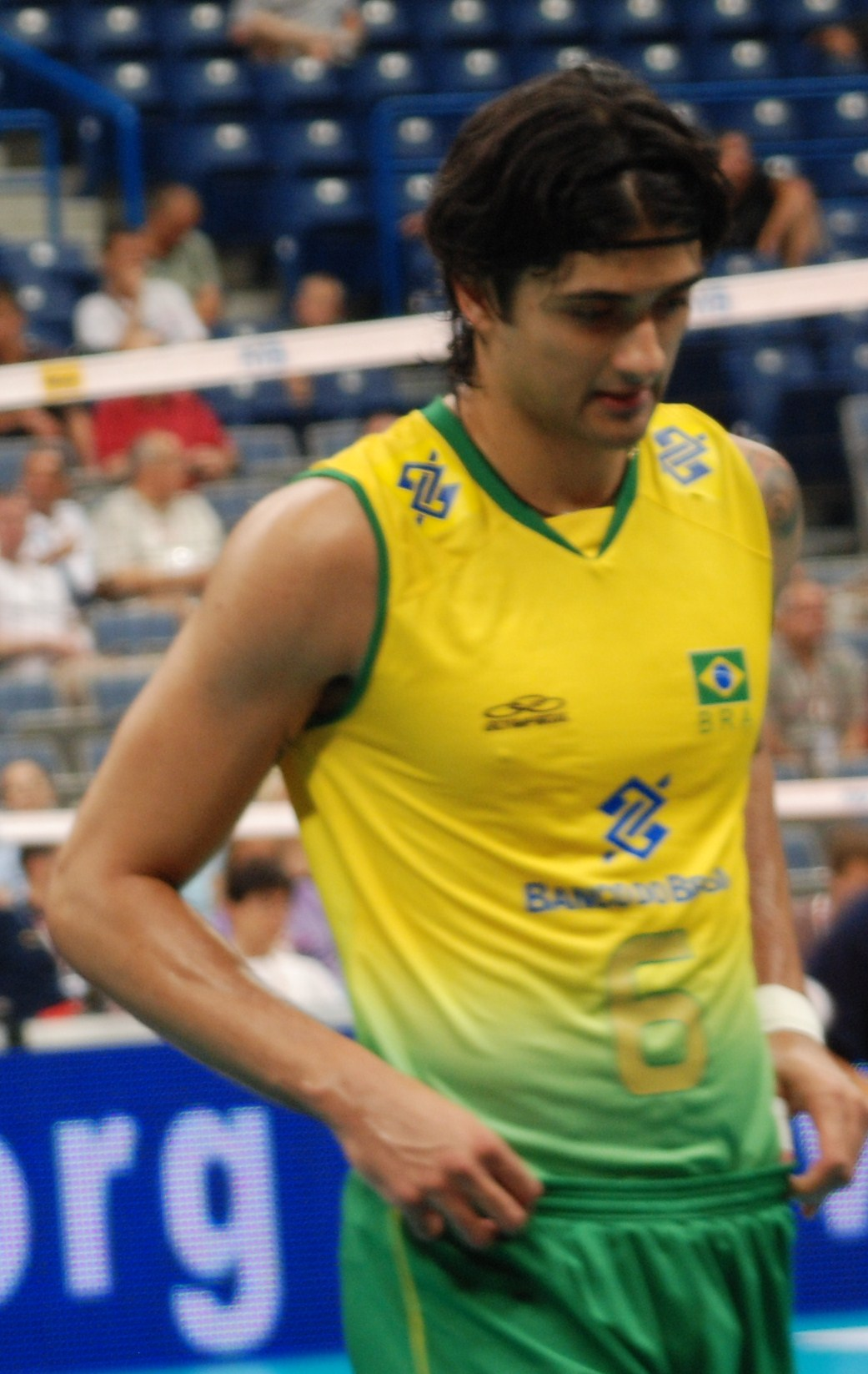
Leandro Vissotto Neves reprezentantem Brazylii w 2009 roku

Leandro Vissotto Neves (ur. 30 kwietnia 1983 w São Paulo) – brazylijski siatkarz, grający na pozycji atakującego. Wybrany do najlepszej drużyny świata 2009 roku według magazynu "L'Équipe".
Po ukończonym sezonie 2022/2023 w Fiat/Minas postanowił zakończyć siatkarską karierę.

## Sukcesy klubowe
Liga brazylijska:
- 2019
- 2006, 2022[5], 2023[6]
- 2011, 2021

Liga Mistrzów:
- 2009, 2010[7]

Liga włoska:
- 2009, 2010

Klubowe Mistrzostwa Świata:
- 2009

Puchar Włoch:
- 2010

Puchar Challenge:
- 2013

Liga rosyjska:
- 2013

Liga japońska:
- 2015

Klubowe Mistrzostwa Azji:
- 2016

Superpuchar Brazylii:
- 2019

Klubowe Mistrzostwa Ameryki Południowej:
- 2022[8], 2023[9]
- 2020

Puchar Brazylii:
- 2022[10]

## Sukcesy reprezentacyjne
Mistrzostwa Ameryki Południowej Kadetów:
- 2000

Mistrzostwa Świata Kadetów:
- 2001

Mistrzostwa Świata Juniorów:
- 2001

Liga Światowa:
- 2003, 2006, 2009, 2010
- 2011, 2013, 2014

Mistrzostwa Ameryki Południowej:
- 2009, 2013

Puchar Wielkich Mistrzów:
- 2009

Mistrzostwa Świata:
- 2010
- 2014

Puchar Świata:
- 2011

Igrzyska Olimpijskie:
- 2012

## Nagrody indywidualne
- 2008: Najlepszy punktujący włoskiej Serie A w sezonie 2007/2008
- 2010: MVP Pucharu Włoch
- 2016: Najlepszy blokujący Klubowych Mistrzostw Azji